# Boyinavaripalli, Bagepalli
Boyinavaripalli là một làng thuộc tehsil Bagepalli, huyện Kolar, bang Karnataka, Ấn Độ.